# 은렬사
은열사(殷烈祠)는 은렬공 강민첨을 배향한 사당이다. 경상남도 문화재자료 제14호로 지정되어 있으며, 경상남도 진주시 옥봉동 622에 위치하고 있다. 강민첨의 탄생지에는 은렬사란 사당과 개경재(開慶齋) 유허비와 보물 588호인 강민첨 장군의 모사화가 있다.

## 개요
강민첨은 963년 고려의 4대 왕인 광종 14년 11월 29일 진주의 옥봉산 아래의 개경(開慶)향에서 태어났다. 그의 사후 태생지인 진주에 사당을 세우고, 은렬사라고 이름을 지었다.
1609년 조선 광해군 원년 후손 강첨이 경상감사로서 재임 시에 중창한 사실이 있고, 광해군 13년에는 사액이 되어 나라에서 정식으로 액호를 내렸으며, 숙종 30년에는 진주목사 홍경렴이 중수하였고, 헌종 12년에 봉곡으로 옮겼다가 1871년 고종 8년 서원철폐령으로 훼철되었다. 그 후 1941년 악강지인 개경 땅에 다시 세운 사당이 은렬사다. 은렬사의 뒤편 화강암 벽에 새겨진 강은열공유지(姜殷烈公遺址)라는 글자는 자연 암벽으로 이루어진 석각 바위로, 전체 크기는 가로 5m 세로 1.4m에, 암벽의 오른쪽에 남아 있는 석각 부분은 가로 56cm, 세로 50cm의 사각형이다. 해서체의 1976년 12월 28일 경상남도 문화재 14호로 지정되어 옛 건물은 철거하고, 1980년부터 83년까지 정부 예산 약 1억 8천 5백만원과 종중부담금 2백만원을 투입 신축 정화하였다.
이 사당에 봉안한 영이 옛 공신각에 걸렸던 장군의 영정으로, 보물 588호이다.
원래 두 본이 있었는데, 고려의 공신각에 있던 것을 조선조에 이르러 성균관의 주청으로 본손으로 하여금 편의하게 보존하도록 조치되었다.
현재 강민첨 장군의 영정 초상화중 국립중앙박물관
소장본은 보물 제588호이며,
국립진주박물관 소장본은  경남유형 문화제
제453호이며,그외 모사본으로는
은열사, 하동두방영당, 진주산앙사,
김천 숙정각등에 모셔져 있다

남은 유허비는 1921년 구한말의 명유 장석영이 지은 글로 만들었다.
은렬사에서는 지금도 매 초하루, 보름 삭망례를 올리고 있다.

## 같이 보기
- 강민첨
- 봉산사